# Museu Nacional da Universidade Federal do Rio de Janeiro
Museu Nacional da Universidade Federal do Rio de Janeiro är Brasiliens nationella museum. Det finns i Río de Janeiro och invigdes 1818.

## Historik
Museet grundades av Portugals kung Dom João VI (1769–1826) 1818 som kungligt museum för att stimulera vetenskaplig forskning i Brasilien. Ursprungligen var museet inriktat på botanik och zoologi, framför allt fåglar, och byggnaden blev snart känd som "Fåglarnas hus".

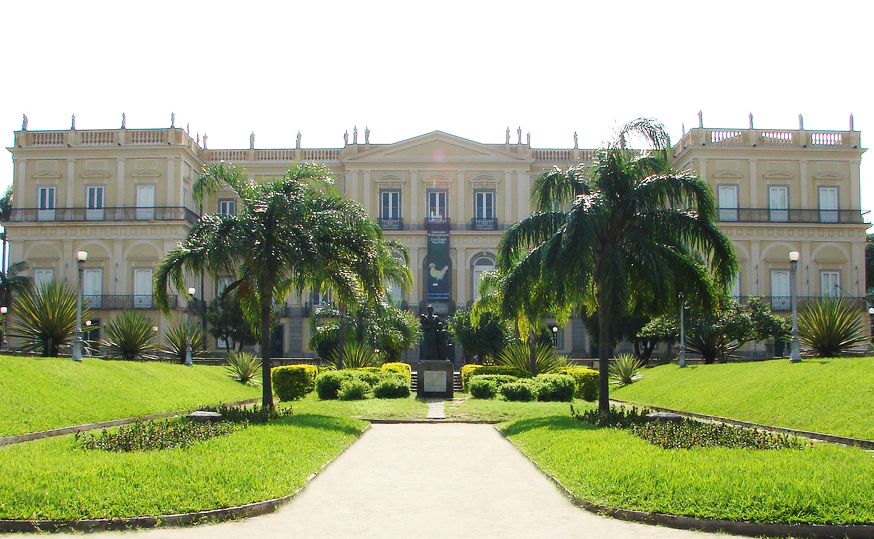
Gamla kejsarpalatset, som senare blivit museets byggnad.

Senare började museet dra till sig stora naturforskare från Europa, som Maximilian zu Wied-Neuwied (1782–1867), Johann Baptist von Spix (1781–1826) och Carl Friedrich Philipp von Martius (1794–1868). Andra européer som utforskade Brasilien, som Augustin Saint-Hilaire (1799–1853) och Baron von Langsdorff (1774–1891), bidrog genom att ställa ut sina samlingar till museet.
Vid 1800-talets slut började museet satsa på områden som antropologi, paleontologi och arkeologi.
1946 överfördes ansvaret till Brasiliens universitet, senare Rio de Janeiros federala universitet. Museet erbjuder examenskurser i antropologi och sociologi, botanik, geologi och paleontologi samt zoologi.
Den 2 september 2018 förstördes museet, och med det ett stort antal historiska föremål, i en brand.

## Samlingar
Museet innehåller en av de största samlingarna på den amerikanska dubbelkontinenten, med djur, insekter, mineraler, samlingar från indianernas liv, egyptiska mumier och sydamerikanska arkeologiska artefakter, meteoriter, fossiler och flera andra fynd.